# 藤井麻貴
藤井 麻貴（ふじい まき、1987年1月30日 - ）はタレント、モデル、リポーター。大阪府岸和田市出身。ジャパンモデルエージェンシー所属。

## 人物
- 血液型・A型。身長・163cm、B・78cm、W・58cm、H・83cm。
- 最終学歴は関西学院大学卒業。
- 趣味はショッピング、ダンス、人間観察、音楽鑑賞、特技はのぼり棒。

## 出演

### テレビ
- おはよう朝日です（ABC）
- 週刊タイガースかわら版（Bay communications）
- 堺日和（関西テレビ）
- あっぷ&UP!（関西テレビ）
- アサスマ（サンテレビ）
- ピーチ流!（読売テレビ）

### CM
- 海遊館

## コンテスト受賞
- JRA Japan Autum International Girls
- 第一回賃貸住宅サービス イメージガールコンテスト 準グランプリ